# Lindita Nikolla
Lindita Nikolla (Tirana, 22 oktober 1965) is een voormalig Albanese politica van de Socialistische Partij van Albanië. Van 10 september 2021 tot 30 juli 2024 was ze parlementsvoorzitter.

## Opleiding
Nikolla behaalde in 1989 haar diploma wiskunde aan de faculteit wetenschappen aan de universiteit van Tirana. In 2006 studeerde ze af aan de Academy for Leadership and Reform aan het Institute for Democracy and Mediation. In 2008 studeerde ze af aan de Academy for Administrative and Police Studies aan de universiteit van Pittsburgh. In 2010 behaalde ze haar master in Public Administration aan de Universiteit van Tirana.

## Politiek
In 2007 werd ze lid van de Socialistische Partij van Albanië. Van 15 september 2013 tot 11 mei 2017 diende Nikolla in het Albanees parlement als minister van Onderwijs, Sport en Jeugd, waarna ze de de functie tijdelijk overdroeg aan Mirela Karabina. In september 2017 werd Nikolla opnieuw benoemd tot minister van deze functie. Op 17 januari 2019 werd ze opgevolgd door Besa Shahini.